# Pap Géza (festő)
Pap Géza, 1905-ig Grünberger (Ungvár, 1883. december 9. – 1952 után / 1961?) festő és grafikus.

## Élete
Grünberger Mór (Ungvár, 1842. – Budapest, 1910. július 11.) piaci kézműárus (Klauzál téri piac) és Berkovics Fanni gyermekeként született. Pap Géza még Ungváron született, nem tudni mikor jött a család Budapestre, de már 1888-tól apja második házasságából származó testvérei Budapesten születtek. 1901–1903 között az Iparrajz Iskolában tanult. 1905-ben Budapesten kérelmezte és vette fel a Pap (Saje) Géza nevet. A Saje nevet nem használta, csak a névváltoztatáskor és a második házassági anyakönyvben található. 1911-ben már Nagybányán is megfordult és ugyanebben az évben Budapesten, az Erzsébetvárosban nőül vette Braun Kornélia (1888–1914) fogműves segédet. Kiállítása volt a Nemzeti Szalonban, a Műcsarnokban, és a Művészházban, itt gyűjteményes kiállítása volt. Olajképein posztimpresszionista, a grafikai képein már inkább az expresszionizmus felé haladt. Az 1920-as évek közepén a festett alkotásokon primitív hatás is dominált. Első felesége 1914. október 22-én elhunyt és a Kozma utcai izraelita temetőben helyezték nyugalomra.
Az első világháború kitörésekor beállt katonának, 1915-ben hadapród jelölt, 1915 őszén orosz hadifogságba került. A Budapesti 1. honvéd gyalogezred katonája volt. Fogságba eséséről beszámolt az Est napilap 1916 februárjában. Hat év után tért haza a hadifogságból, 1921 februárjában, amelyről a Világ írt. Károly csapatkereszt kitüntetést kapott.
1923 júliusában az özvegy Pap Géza feleségül vette Kolben Líviát (Lilit), akinek apja Kolben Emánuel a Magyar Királyi Operaház zenekarának egyik vezető hegedűse volt. Házasságkötését az Est újság is megírta. Ugyanezen év márciusában a Belvedereben volt kiállítása. 1906–1940 között rendszeresen kiállított a Nemzeti Szalonban, több alkalommal a KUT művészeivel együtt, itt 1929-ben gyűjteményes kiállítása volt. Túlélte a holokausztot. Az egyik féltestvére Gárdonyi (Grünberger) Lajos, aki korának jó nevű színésze volt, 1945-ben Borban halt meg munkaszolgálatosként. 1945 októberében a Szociáldemokrata Párt művészeinek kiállításán, 1946 júliusában az I. Művészeti kiállításon, és 1947 januárjában a Magyar Művészhetek kiállításon 1-1 képpel szerepelt az Ernst múzeumban. 1952-ben két testvérével és másokkal együtt deviza visszaélés miatt vádlottként szerepelt egy jelentéktelen ügy miatt indított büntetőperben, ebben az eljárásban gyakorlatilag mindenkit felmentettek, őt is. Ekkor Budapest VIII. kerületében lakott. Későbbi hír nincs róla.